# Let the World Burn
Let the World Burn è un EP del gruppo musicale statunitense Vio-lence, pubblicato nel 2022.

## Tracce
1. Flesh from Bone – 5:02
2. Screaming Always – 5:24
3. Upon Their Cross – 5:27
4. Gato Negro – 3:44
5. Let the World Burn – 5:10

## Formazione
- Phil Demmel – chitarra
- Perry Strickland – batteria
- Sean Killian – voce
- Bobby Gustafson – chitarra
- Christian Olde Wolbers – basso